# Lowell (Massachusetts)
Lowell es una ciudad ubicada en el condado de Middlesex en el estado estadounidense de Massachusetts. En el censo de 2010 tenía una población de 106.519 habitantes y una densidad poblacional de 2.831,28 personas por km². Toma su nombre del empresario e industrial Francis Cabot Lowell. Fundada en 1826, fue cuna de la Revolución Industrial en los EE. UU. Es la cuarta ciudad más poblada de Massachussetts y la segunda del área metropolitana de Boston. Hasta 1999 fue junto a Cambridge capital/sede de condado.

## Geografía
Según la Oficina del Censo de los Estados Unidos, Lowell tiene una superficie total de 37,62 km², de la cual 35,18 km² corresponden a tierra firme y (6,49%) 2,44 km² es agua.

## Demografía
Según el censo de 2010, había 106.519 personas residiendo en Lowell. La densidad de población era de 2.831,28 hab./km². De los 106.519 habitantes, Lowell estaba compuesto por el 60,31% blancos, el 6,8% eran afroamericanos, el 0,27% eran amerindios, el 20,2% eran asiáticos, el 0,04% eran isleños del Pacífico, el 8,75% eran de otras razas y el 3,63% pertenecían a dos o más razas. Del total de la población el 17,27% eran hispanos o latinos de cualquier raza.